# Radio algérienne
La Radio algérienne, oficialment Centre públic de radiodifusió sonora (àrab: المؤسسة العمومية للبث الإذاعي, al-Muʾassasa al-ʿumūmiyya li-l-baṯṯ al-iḏāʿī; francès: Etablissement public de radiodiffusion sonore, EPRS) és una empresa pública responsable del servei públic de radiodifusió a Algèria. Radio algérienne fou creada el 1986 quan la seva predecessora, Radiodiffusion télévision algérienne (RTA), fundada el 1962, es va dividir en dues empreses separades, la televisió i la radiodifusió.
Disposa de tres estacions de ràdio nacionals, dues estacions temàtiques, una emissora internacional (Radio Algérie Internationale) i 46 estacions regionals. Aquest organisme, que reclama 20 milions d'oients a Algèria, emet en àrab, amazic i francès. L'ENRS és membre de la Unió Europea de Radiodifusió.

## Història
Durant la guerra d'Algèria, el FLN havia pres la iniciativa de difondre emissions radiofòniques a les ones de diverses emissores de ràdio de països de parla àrab o de països de l'Europa de l'Est. El 16 de desembre de 1956, es va crear una ràdio mòbil local amb el nom de Radio de la voix de l'Algérie combattante (en àrab: Sawt al Djazaïr al moukafiha) a la regió de l'Oest algerià.
Després de la independència, el nou estat algerià va crear Radiodiffusion télévision algérienne o RTA, el 28 d'octubre de 1962. A partir de 1965, l'adquisició d'emissores de ràdio més potents va assegurar una millor cobertura del territori nacional, una cobertura que fins aleshores estava limitada a poques grans ciutats.
El 1986, la RTA es va sotmetre a una reorganització que va donar lloc, entre d'altres, a l'Entreprise nationale de radiodiffusion sonore (ENRS). Un decret del 20 d'abril de 1991 va convertir l'ENRS en establiment públic amb caràcter industrial i comercial.
L'abril de 2019 Nacera Cherid foy nomenada directora general de Radio algérienne substitució de Chabane Lounakel Serà substituïda per Djamel Senhadri el 29 d'octubre de 2019.

## Serveis
- Chaîne 1 (en àrab القناة الأولى, al-qanāh al-ūlā): ràdio nacional que emet en àrab
- Chaîne 2 (en amazic ⴰⵎⴰⵟⴰⴼ ⵡⴻⵙⴻⵍ): ràdio nacional que emet en llengües amazigues
- Chaîne 3: ràdio nacional que emet en francès
- Radio Algérie Internationale: ràdio internacional que emet 12 hores diàries en àrab, francès, anglès i castellà (fundada el 19 de març de 2007)
- Radio Coran (en àrab إذاعة القرآن الكريم, iḏāʿat al-Qurʾān al-karīm): primera ràdio temàtica algeriana llançada el 12 de juliol de 1991. Emet en àrab, i el volum d'emissió augmentà progressivament de 2 hores a 10 hores diàries. Avui, emet els seus programes cada dia de 12 a 14 h i de 17 a 13 h.[8]
- Radio Culture (en àrab الإذاعة الثقافية, al-iḏāʿa aṯ-ṯaqafiyya): ràdio temàtica cultural que emet en àrab
- Jil FM (en àrab جيل): ràdio adreçada a joves[9] amb dos webradios : Jil FM Web i Jil FM Musique.

L'emissora pública algeriana també té 48 emissores regionals, la majoria de les quals emeten en àrab, i sovint en diversos dialectes amazics. El francès hi està poc representat.
| Localització       | Ràdio                    | Creació          | Difusió | Llengües               | Web                                                             |
| ------------------ | ------------------------ | ---------------- | ------- | ---------------------- | --------------------------------------------------------------- |
| Ain-Defla          | Radio Ain-Defla          | 5 juny 1996      | 12h     | Cabilenc, Àrab, Targui | radio-ain-defla.dz                                              |
| Adrar              | Radio Adrar              | 4 juny 1996      | 12h     | Àrab, Zenati, Targui   | radio-adrar.dz                                                  |
| Alger              | Radio El Bahdja          | 1 octubre 1992   | 24h     | Àrab                   | radio-el-bahdja.dz Arxivat 2019-12-28 a Wayback Machine.        |
| Annaba             | Radio Annaba             | 13 gener 1997    | 17h     | Àrab                   | radio-annaba.dz Arxivat 2019-12-24 a Wayback Machine.           |
| Ain Temouchent     | Radio Ain Temouchent     |                  |         | Àrab                   | radioaintemouchent.com Arxivat 2018-08-08 a Wayback Machine.    |
| Batna              | Radio Aurès              | 29 novembre 1994 | 12h     | Àrab, Shawiya          | radio-batna.dz                                                  |
| Bechar             | Radio Saoura             | 21 abril 1991    | 24h     | Àrab                   | saoura.radiobechar.com                                          |
| Béjaïa             | Radio Soummam            | 19 agost 1996    | 12h     | Àrab, Cabilenc         | radio-bejaia.dz Arxivat 2019-10-15 a Wayback Machine.           |
| Biskra             | Radio Biskra             | 14 juny 1999     | 12h     | Àrab                   | radiobiskra.com                                                 |
| Blida              | Radio Blida              | 4 juliol 2011    |         | Àrab                   | radio-blida.dz Arxivat 2019-12-29 a Wayback Machine.            |
| Bordj Bou Arreridj | Radio Bordj Bou Arreridj |                  |         | Àrab                   | radio-bordjbouarreridj.dz Arxivat 2020-01-23 a Wayback Machine. |
| Boumerdès          | Radio Boumerdès          |                  |         |                        | radio-boumerdes.dz                                              |
| Constantina        | Radio Cirta              | 2 febrer 1995    | 12h     | Àrab                   | radioconstantine.dz Arxivat 2020-02-28 a Wayback Machine.       |
| Chlef              | Radio Chlef              | 26 gener 2004    | 24h     | Àrab, Francès          | radio-chlef.dz                                                  |
| El Bayadh          | Radio El Bayadh          | 8 setembre 2003  | 12h     | Àrab                   | radio-elbayadh.dz Arxivat 2010-02-02 a Wayback Machine.         |
| Oued Souf          | Radio Oued Souf          | 21 novembre 1996 | 12h     | Àrab                   | oued-souf.dz                                                    |
| Ghardaïa           | Radio Ghardaïa           | 7 juny 2001      | 12 h    | Àrab, Mozabit          | radioghardaia.dz Arxivat 2012-05-14 a Wayback Machine.          |
| Illizi             | Radio Illizi             | 27 gener 1997    | 12h     | Àrab, Targui           | radio-illizi.dz                                                 |
| Jijel              | Radio Jijel              | 1 novembre 2006  | 18h     | Àrab                   | radio-jijel.dz                                                  |
| Khenchela          | Radio Khenchela          |                  |         | Àrab                   | radio-khenchela.dz Arxivat 2013-07-03 a Wayback Machine.        |
| Laghouat           | Radio Laghouat           |                  |         | Àrab                   | radio-laghouat.dz Arxivat 2019-10-18 a Wayback Machine.         |
| Mascara            | Radio Mascara            | 27 juliol 2003   | 12h     | Àrab                   | radiomascara.com Arxivat 2019-08-31 a Wayback Machine.          |
| Mostaganem         | Radio Dahra              | 10 febrer 2004   | 12h     | Àrab                   | radiomostaganem.net Arxivat 2010-03-06 a Wayback Machine.       |
| M'sila             | Radio M'sila             | 7 octubre 2003   | 12h     | Àrab                   | radio-msila.dz Arxivat 2009-07-28 a Wayback Machine.            |
| Naâma              | Radio Naama              | 25 mai 1999      | 12h     | Àrab                   | radionaamafm.com Arxivat 2018-01-07 a Wayback Machine.          |
| Oran               | Radio Oran-El Bahia      | 1952             | 24h     | Àrab, Francès          | radio-oran.dz Arxivat 2020-01-25 a Wayback Machine.             |
| Ouargla            | Radio Ouargla            | 9 mai 1991       | 12h     | Àrab, Ouargli          | radio-ouargla.dz Arxivat 2020-02-28 a Wayback Machine.          |
| Oum El Bouaghi     | Radio Oum El Bouaghi     |                  |         | Àrab                   | radio-oumelbouaghi.dz Arxivat 2020-01-20 a Wayback Machine.     |
| Saïda              | Radio Saïda              | 2008             |         | Àrab                   | saidafm.com                                                     |
| Sétif              | Radio El Hidhab          | 10 octubre 1992  | 12h     | Àrab                   | radio-Setif.dz Arxivat 2020-07-16 a Wayback Machine.            |
| Sidi Bel Abbes     | Radio Sidi Bel Abbes     |                  | 12h     | Àrab                   | radiosba.com Arxivat 2013-04-01 a Wayback Machine.              |
| Skikda             | Radio Skikda             | 15 novembre 2003 | 12h     | Àrab                   | radio-skikda.dz Arxivat 2020-02-28 a Wayback Machine.           |
| Souk Ahras         | Radio Souk-Ahras FM      | 23 febrer 2005   | 12h     | Àrab                   | radio-soukahras.dz                                              |
| Relizane           | Radio Relizane           |                  |         | Àrab                   | radiorelizane.net Arxivat 2018-10-02 a Wayback Machine.         |
| Tamanrasset        | Radio Ahaggar            | 16 avril 1992    | 12h     | Àrab, Targui           | radio-ahaggar.dz                                                |
| Taref              | Radio Taref              |                  |         | Àrab                   | radio-eltarf.com Arxivat 2014-12-26 a Wayback Machine.          |
| Tebessa            | Radio Tebessa            |                  |         | Àrab                   | radio-tebessa.dz                                                |
| Tiaret             | Radio Tiaret             | 25 octubre 1998  | 12h     | Àrab                   | radiotiaret.dz Arxivat 2020-02-20 a Wayback Machine.            |
| Tindouf            | Radio Tindouf            | 12 mars 1999     | 12h     | Àrab, Hassani          | radio-tindouf.dz                                                |
| Tissemsilt         | Radio Tissemsilt         |                  |         | Àrab                   | radio-tissemsilt.dz                                             |
| Tipaza             | Radio Tipaza             |                  |         |                        | radio-tipaza.dz                                                 |
| Tlemcen            | Radio Tlemcen            | 7 octubre 1992   | 24h     | Àrab                   | radio-tlemcen.dz                                                |
| Tizi Ouzou         | Radio Tizi-Ouzou         | 1 novembre 2011  | 12h     | Àrab, Cabilenc         | radio-tiziouzou.dz                                              |